# Thaumalea horvati
Thaumalea horvati är en tvåvingeart som beskrevs av Wagner 1992. Thaumalea horvati ingår i släktet Thaumalea och familjen mätarmyggor. Inga underarter finns listade i Catalogue of Life.